# MKB-10 poglavlje XII: Bolesti kože i potkožnog tkiva

## (L00-L99) - Bolesti kože i potkožnog tkiva

### (L00-L08) - Infekcije kože i potkožnog tkiva
- L00 Sindrom stafilokoknog ljuštenja kože
  - L00.0 Sindrom stafilokoknog ljuštenja kože

- L01 Impetigo
  - L01.0 Impetigo (bilo koji uzročnik), (bilo koja lokalizacija)
  - L01.1 Impetiginizacija ostalih dermatoza

- L02 Apsces, furunkul i karbunkul kože
  - L02.0 Apsces, furunkul i karbunkul kože lica
  - L02.1 Apsces, furunkul i karbunkul kože vrata
  - L02.2 Apsces, furunkul i karbunkul kože trupa
  - L02.3 Apsces, furunkul i karbunkul glutealnog područja
  - L02.4 Apsces, furunkul i karbunkul kože udova (ruku i nogu)
  - L02.8 Apsces, furunkul i karbunkul kože ostalih područja
  - L02.9 Apsces, furunkul i karbunkul kože, nespecificiran

- L03 Celulitis
  - L03.0 Celulitis prstiju ruku i nogu
  - L03.1 Celulitis ostalih područja udova
  - L03.2 Celulitis lica
  - L03.3 Celulitis trupa
  - L03.8 Celulitis ostalih lokalizacija
  - L03.9 Celulitis, nespecificiran

- L04 Akutni limfadenitis
  - L04.0 Akutni limfadenitis lica, glave i vrata
  - L04.1 Akutni limfadenitis trupa
  - L04.2 Akutni limfadenitis ruku
  - L04.3 Akutni limfadenitis nogu
  - L04.8 Akutni limfadenitis ostalih lokalizacija
  - L04.9 Akutni limfadenitis, nespecificiran

- L05 Pilonidalna cista
  - L05.0 Pilonidalna cista s apscesom
  - L05.9 Pilonidalna cista bez apscesa

- L08 Ostale lokalne infekcije kože i potkožnoga tkiva
  - L08.0 Piodermija
  - L08.1 Eritrazma
  - L08.8 Ostale specificirane lokalne infekcije kože i potkožnoga tkiva
  - L08.9 Lokalne infekcije kože i potkožnoga tkiva, nespecificirane

### (L10-L14) - Bulozni poremećaji
- L10 Pemfigus
  - L10.0 Pemfigus vulgaris
  - L10.1 Pemfigus vegetans
  - L10.2 Pemfigus foliaceus
  - L10.3 Brazilski pemhigus (fogo selvagem)
  - L10.4 Pemfigus erythematosus
  - L10.5 Pemfigus uzrokovan lijekovima
  - L10.8 Ostali pemfigusi
  - L10.9 Pemfigus, nespecificiran

- L11 Ostali akantolitični poremećaji
  - L11.0 Stečena folikularna keratoza
  - L11.1 Prolazna akantolitična dermatoza (Grover)
  - L11.8 Ostali specificirani akantolitični poremećaji
  - L11.9 Akantolitični poremećaj, nespecificiran

- L12 Pemphigoid
  - L12.0 Pemphigoid bullosus
  - L12.1 Cikatricijalni pemfigoid
  - L12.2 Kronična bulozna bolest u djetinjstvu
  - L12.3 Stečena bulozna epidermoliza
  - L12.8 Ostali pemphigoidi
  - L12.9 Pemphigoid, nespecificiran

- L13 Ostali bulozni poremećaji
  - L13.0 Dermatitis herpetiformis
  - L13.1 Supkornealni pustularni dermatitis
  - L13.8 Ostali specificirani bulozni poremećaji
  - L13.9 Bulozni poremećaj, nespecificiran

- L14* Bulozni poremećaji u bolestima svrstanim drugamo

### (L20-L30) - Dermatitis i ekcem
- L20 Atopični dermatitis
  - L20.0 Prurigo Besnier
  - L20.8 Ostali atopični dermatitisi
  - L20.9 Atopični dermatitis, nespecificiran

- L21 Seboroični dermatitis
  - L21.0 Seboreja glave
  - L21.1 Seboroični dermatitis u djece
  - L21.8 Ostali seboroični dermatitisi
  - L21.9 Seboroični dermatitis, nespecificiran

- L22 Pelenski dermatitis
  - L22.0 Pelenski dermatitis

- L23 Alergijski kontaktni dermatitis
  - L23.0 Alergijski kontaktni dermatitis uzrokovan kovinama
  - L23.1 Alergijski kontaktni dermatitis uzrokovan adhezivima
  - L23.2 Alergijski kontaktni dermatitis uzrokovan kozmetičkim preparatima
  - L23.3 Alergijski kontaktni dermatitis uzrokovan kontaktom kože s lijekovima
  - L23.4 Alergijski kontaktni dermatitis uzrokovan bojama
  - L23.5 Alergijski kontaktni dermatitis uzrokovan ostalim kemijskim tvarima
  - L23.6 Alergijski kontaktni dermatitis uzrokovan kontaktom kože s hranom
  - L23.7 Alergijski kontaktni dermatitis uzrokovan biljkama, koje se ne koriste kao hrana
  - L23.8 Alergijski kontaktni dermatitis uzrokovan ostalim tvarima
  - L23.9 Alergijski kontaktni dermatitis, neoznačena uzroka

- L24 Iritantni kontaktni dermatitis
  - L24.0 Iritantni kontaktni dermatitis uzrokovan detergentima
  - L24.1 Iritantni kontaktni dermatitis uzrokovan uljima i mazivima
  - L24.2 Iritantni kontaktni dermatitis uzrokovan otapalima
  - L24.3 Iritantni kontaktni dermatitis uzrokovan kozmetičkim preparatima
  - L24.4 Iritantni kontaktni dermatitis uzrokovan kontaktom kože s lijekovima
  - L24.5 Iritantni kontaktni dermatitis uzrokovan ostalim kemijskim tvarima
  - L24.6 Iritantni kontaktni dermatitis uzrokovan kontaktom kože s hranom
  - L24.7 Iritantni kontaktni dermatitis uzrokovan biljkama, koje se ne koriste kao hrana
  - L24.8 Iritantni kontaktni dermatitis uzrokovan ostalim čimbenicima
  - L24.9 Kontaktni iritantni dermatitis, nespecificiran

- L25 Nespecificirani kontaktni dermatitis
  - L25.0 Nespecificirani kontaktni dermatitis uzrokovan kozmetičkim preparatima
  - L25.1 Nespecificirani kontaktni dermatitis uzrokovan dodirom kože s lijekovima
  - L25.2 Nespecificirani kontaktni dermatitis uzrokovan bojama
  - L25.3 Nespecificirani kontaktni dermatitis uzrokovan ostalim kemijskim tvarima
  - L25.4 Nespecificirani kontaktni dermatitis uzrokovan kontaktom kože s hranom
  - L25.5 Nespecificirani kontaktni dermatitis uzrokovan biljkama, koje se ne koriste kao hrana
  - L25.8 Nespecificirani kontaktni dermatitis uzrokovan ostalim čimbenicima
  - L25.9 Nespecificirani kontaktni dermatitis, neoznačena uzroka

- L26 Dermatitis exfoliativa
  - L26.0 Dermatitis exfoliativa

- L27 Dermatitis uzrokovan tvarima uzetim interno
  - L27.0 Generalizirani osip na koži uzrokovan lijekovima i medikamentima
  - L27.1 Lokalizirani osip na koži uzrokovan lijekovima i medikamentima
  - L27.2 Dermatitis uzrokovan konzumiranjem hrane
  - L27.8 Dermatitis uzrokovan drugim tvarima uzetim interno
  - L27.9 Dermatitis uzrokovan nespecificiranim tvarima uzetim interno

- L28 Lichen simplex chronicus i prurigo
  - L28.0 Lichen simplex chronicus
  - L28.1 Prurigo nodularis
  - L28.2 Ostale vrste pruriga

- L29 Pruritus
  - L29.0 Pruritus anusa
  - L29.1 Pruritus skrotuma
  - L29.2 Pruritus vulve
  - L29.3 Anogenitalni pruritus, nespecificiran
  - L29.8 Ostali pruritusi
  - L29.9 Pruritus, nespecificiran

- L30 Ostali dermatitisi
  - L30.0 Dermatitis nummularis
  - L30.1 Dysgudrisus (pompholyx)
  - L30.2 Autosenzibilizacija kože
  - L30.3 Infektivni dermatitis
  - L30.4 Erythema intertigo
  - L30.5 Pityriasis alba
  - L30.8 Ostali specificirani dermatitisi
  - L30.9 Dermatitis, nespecificiran

### (L40-L45) - Papuloskvamozni poremećaji
- L40 Psoriasis
  - L40.0 Psoriasis vulgaris
  - L40.1 Generalizirana postulozni psorijaza
  - L40.2 Akrodermatitis continua
  - L40.3 Postuloza dlanova i stopala
  - L40.4 Psoriasis gulttata
  - L40.5 Psoriasis arthropatica(M07.0-M09.0*)
  - L40.8 Ostale psorijaze
  - L40.9 Psorijaza, nespecificirana

- L41 Parapsorijaza
  - L41.0 Pityriasis lichenoides et varioliformis acuta
  - L41.1 Pityriasis lichenoides chronica
  - L41.2 Papulosis lymphomatoides
  - L41.3 Parapsorijaza s malim plakovima
  - L41.4 Parapsorijaza s velikim plakovima
  - L41.5 Retiformna parapsorijaza
  - L41.8 Ostale parapsorijaze
  - L41.9 Parapsorijaza, nespecificirana

- L42 Pityriasis rosea
  - L42.0 Pityriasis rosea

- L43 Lichen planus
  - L43.0 Hipertrofični lihen planus
  - L43.1 Bulozni lihen planus
  - L43.2 Lihenoidna reakcija na lijekove
  - L43.3 Subakutni (aktivni) lihen planus
  - L43.8 Ostali lihen planus
  - L43.9 Lihen planus, nespecificiran

- L44 Ostali papuloskavamozni poremećaji
  - L44.0 Pityriasis rubra pilaris
  - L44.1 Lichen nitidus
  - L44.2 Lichen striatus
  - L44.3 Lichen ruber moniliformis
  - L44.4 Infantilni papulozni akrodermatitis (Giannotti-Crosti)
  - L44.8 Ostali specificirani papuloskvamozni poremećaji
  - L44.9 Papuloskvamozni poremećaj, nespecificiran

- L45* Papuloskvamozni poremećaji u bolestima svrstanim drugamo
  - L45.0* Papuloskvamozni poremećaji u bolestima svrstanim drugamo

### (L50-L54) - Urtikarija i eritem
- L50 Urtikarija
  - L50.0 Alergijska urtikarija
  - L50.1 Idiopatska urtikarija
  - L50.2 Urtikarija uzrokovana hladnoćom i vrućinom
  - L50.3 Dermatografička urtikarija
  - L50.4 Vibracijska urtikarija
  - L50.5 Kolinergijska urtikarija
  - L50.6 Kontaktna urtikarija
  - L50.8 Ostale urtikarije
  - L50.9 Urtikarija, nespecificirana

- L51 Erythema multiforme
  - L51.0 Erythema nonbullosum multiforme
  - L51.1 Erythema bullosum multiforme
  - L51.2 Toksična epidermalna nekroliza (Lyell)
  - L51.8 Ostali erythema multiforme
  - L51.9 Erythema multiforme, nespecificiran

- L52 Erythema nodosum

- L53 Ostala eritematozna stanja
  - L53.0 Toksični eritem
  - L53.1 Erythema anulare centrifugum
  - L53.2 Erythema marginatum
  - L53.3 Ostali kronični figurirani eritemi
  - L53.8 Ostala specificirana eritematozna stanja
  - L53.9 Eritematozna stanja, nespecificirana

- L54* Eritem kod bolesti svrstanih drugamo
  - L54.0* Erythema marginatum kod akutne reumatske groznice (I00)
  - L54.8 Erythema kod ostalih bolesti svrstanih drugamo

### (L55-L59) - Poremećaji kože i potkožnoga tkiva u vezi sa zračenjem
- L55 Opekline uzrokovane suncem
  - L55.0 Solarne opekline prvoga stupnja
  - L55.1 Solarne opekline drugoga stupnja
  - L55.2 Solarne opekline trećega stupnja
  - L55.8 Ostale opekline uzrokovane suncem
  - L55.9 Sunčane opekline, nespecificirane

- L56 Ostale akutne promjene na koži uzrokovane ultraljubičastim zračenjem
  - L56.0 Fototoksična reakcija na lijekove
  - L56.1 Fotoalergijska reakcija na lijekove
  - L56.2 Fotokontaktni dermatitis (berloque dermatitis)
  - L56.3 Solarna urtikarija
  - L56.4 Polimorfni osip uzrokovan svjetlom
  - L56.8 Ostale specificirane akutne promjene na koži uzrokovane ultraljubičastim zračenjem
  - L56.9 Akutne promjene na koži uzrokovane ultraljubičastim zračenjem, nespecificirane

- L57 Promjene kože uzrokovane dugotrajnom izloženošću neionizirajućem zračenju
  - L57.0 Aktinična keratoza
  - L57.1 Aktinični retikuloid
  - L57.2 Cutis rhomboidalis nuchae
  - L57.3 Poikiloderma Civatte
  - L57.4 Cutis laxa senilis
  - L57.5 Aktinični granulom
  - L57.8 Ostale promjene kože uzrokovane dugotrajnom izloženošću neionizirajućem zračenju
  - L57.9 Promjene kože uzrokovane dugotrajnom izloženošću neionizirajućem zračenju, nespecificirane

- L58 Radiodermatitis
  - L58.0 Akutni radiodermatitis
  - L58.1 Kronični radiodermatitis
  - L58.9 Radiodermatitis, nespecificiran

- L59 Ostali poremećaji kože i potkožnoga tkiva u vezi sa zračenjem
  - L59.0 Erythema ab igne (dermatitis ab igne)
  - L59.8 Ostali specificirani poremećaji kože i potkožnoga tkiva u vezi sa zračenjem
  - L59.9 Poremećaji kože i potkožnoga tkiva u vezi sa zračenjem, nespecificirani

### (L60-L75) - Poremećaji kose, noktiju i žlijezda lojnica
- L60 Poremećaji nokata
  - L60.0 Urašteni nokti
  - L60.1 Oniholiz
  - L60.2 Onihogrifoza
  - L60.3 Distrofija nokata
  - L60.4 Beauove brazde
  - L60.5 Sindrom žutih nokata
  - L60.8 Ostali poremećaji nokata
  - L60.9 Poremećaji nokata, nespecificirani

- L62* Poremećaji nokata kod bolesti svrstanih drugamo
  - L62.0* Batićasti nokti kod pahidermoperiostose (M89.4)
  - L62.8 Poremećaji nokata kod ostalih bolesti svrstanih drugamo

- L63 Alopecija areata
  - L63.0 Alopecija (glave) totalna
  - L63.1 Alopecija univerzalna
  - L63.2 Ophiasis
  - L63.8 Ostale alopecije areate
  - L63.9 Alopecija areata, nespecificirana

- L64 Androgena alopecija
  - L64.0 Androgena alopecija uzrokovana lijekovima
  - L64.8 Ostale androgene alopecije
  - L64.9 Androgena alopecija, nespecificirana

- L65 Ostalo ispadanje kose bez ožiljaka
  - L65.0 Telogeni efluvij vlasi
  - L65.1 Anageni efluvij vlasi
  - L65.2 Mucinozna alopecija
  - L65.8 Ostalo specificirano ispadanje kose bez ožiljaka
  - L65.9 Ispadanje kose bez ožiljaka, nespecificirano

- L66 Cikatricijalna alopecija (ispadanje kose s ožiljcima)
  - L66.0 Pseudopelade Brocq
  - L66.1 Lichen planopilaris
  - L66.2 Folliculitis decalvans
  - L66.3 Perifolliculitis capitis abscedens
  - L66.4 Folliculitis ulerythematosa reticulata
  - L66.8 Ostale cikatricijalne alopecije
  - L66.9 Cikatricijalna alopecija, nespecificirana

- L67 Abnormalnosti boje kose i stabljike vlasi
  - L67.0 Trichorrhexis nodosa
  - L67.1 Varijacije u boji kose
  - L67.8 Ostale abnormalnosti boje kose i stabljike vlasi
  - L67.9 Abnormalnosti boje kose i stabljike vlasi, nespecificirane

- L68 Hypertrihoza
  - L68.0 Hirzutizam
  - L68.1 Hypertrichosis lanuginosa aquisita
  - L68.2 Lokalizirana hipertrihoza
  - L68.3 Politrihija
  - L68.8 Ostale hipertrihoze
  - L68.9 Hipertrihoza, nespecificirana

- L70 Akne
  - L70.0 Acne vulgaris
  - L70.1 Acne conglobata
  - L70.2 Acne varioliformis
  - L70.3 Acne tropica
  - L70.4 Infantilne akne
  - L70.5 Acne ecoriee des jeunes filles (mladenačke akne)
  - L70.8 Ostale akne
  - L70.9 Akne, nespecificirane

- L71 Rosacea
  - L71.0 Perioralni dermatitis
  - L71.1 Rinofima
  - L71.8 Ostale rozaceje
  - L71.9 Rozaceja, nespecificirana

- L72 Folikularne ciste kože i potkožnoga tkiva
  - L72.0 Epidermalna cista
  - L72.1 Cystis trichilemmalis
  - L72.2 Steatocystoma multiplex
  - L72.8 Ostale folikularne ciste kože i potkožnoga tkiva
  - L72.9 Folikularne ciste kože i potkožnoga tkiva, nespecificirane

- L73 Ostali folikularni poremećaji
  - L73.0 Akne keloid
  - L73.1 Pseudofolikulitis brade
  - L73.2 Hidradenitis suppurativa
  - L73.8 Ostali specificirani folikularni poremećaji
  - L73.9 Folikularni poremećaj, nespecificiran

- L74 Poremećaji žlijezda znojnica
  - L74.0 Miliaria rubra
  - L74.1 Miliaria cristallina
  - L74.2 Miliaria profunda
  - L74.3 Miliaria, nespecificirana
  - L74.4 Anhidrosis
  - L74.8 Ostali poremećaji žlijezda znojnica
  - L74.9 Poremećaji žlijezda znojnica, nespecificirani

- L75 Poremećaji apokrinih žlijezda znojnica
  - L75.0 Bromhidroza
  - L75.1 Kromhidroza
  - L75.2 Apokrina miliarija
  - L75.8 Ostali poremećaji apokrinih žlijezda znojnica
  - L75.9 Poremećaj apokrinih žlijezda znojnica, nespecificiran

### (L80-L99) - Ostali poremećaji kože i potkožnoga tkiva
- L80 Vitiligo
  - L80.0 Vitiligo

- L81 Ostali poremećaji pigmentacije
  - L81.0 Postinflamatorna hiperpigmentacija
  - L81.1 Chloasma
  - L81.2 Pjege (ephelides)
  - L81.3 Pjege cafe au lait (pjege boje bijele kave)
  - L81.4 Ostale melaninske hiperpigmentacije
  - L81.5 Leukoderma, nesvrstana drugamo
  - L81.6 Ostali poremećaji smanjena stvaranja melanina
  - L81.7 Pigmenirana purpurična dermatoza
  - L81.8 Ostali specificirani poremećaji pigmentacije
  - L81.9 Poremećaj pigmentacije, nespecificiran

- L82 Keratosis seborrhoica
  - L82.0 Keratosis deborrhoica

- L83 Acanthosis nigricans
  - L83.0 Acanthosis nigricans

- L84 Kurje oči i žuljevi
  - L84.0 Kurje oči i žuljevi

- L85 Ostala epidermalna zadebljanja
  - L85.0 Stečena ihtioza
  - L85.1 Stečena keratoza (keratodermija) dlanova i tabana
  - L85.2 Keratosis punctata (dlanova i tabana)
  - L85.3 Xerosis cutis
  - L85.8 Ostala specificirana epidermalna zadebljanja
  - L85.9 Epidermalna zadebljanja, nespecificirana

- L86* Keratodermija u bolestima svrstanim drugamo
  - L86.0 Keratodermija u bolestima svrstanim drugamo

- L87 Poremećaji nastali zbog transepidermalne eliminacije
  - L87.0 Keratosis follicullaris et parafollicularis in cutem penetrans (Kyrle)
  - L87.1 Reaktivna perforativna kolagenoza
  - L87.2 Elastosis perforans serpiginosa
  - L87.8 Ostali poremećaji transepidermalne eliminacije
  - L87.9 Poremećaj transepidermalne eliminacije, nespecificiran

- L88 Pyoderma gangrenosum
  - L88.0 Pyoderma gangrenosum

- L89 Dekubitalni ulkus
  - L89.0 Dekubitalni ulkus

- L90 Atrofični poremećaji kože
  - L90.0 Lichen sclerosus et atrophicus
  - L90.1 Schweninger-Buzzijeva anetodrmija
  - L90.2 Jadassohn-Pellizuzarijeva anetodermija
  - L90.3 Passinijeva i Pierinijeva atrofodermija
  - L90.4 Acrodermatitis chronica atrophicans
  - L90.5 Ožiljci i fibroza kože
  - L90.6 Striae atrohpicae
  - L90.8 Ostali atrofični poremećaji kože
  - L90.9 Atrofični poremećaj kože, nespecificiran

- L91 Hipertrofični poremećaji kože
  - L91.0 Keloidni ožiljak
  - L91.8 Ostali hipertrofični poremećaji kože
  - L91.9 Hipertrofični poremećaj kože, nespecificiran

- L92 Granulomatozni poremećaji kože i potkožnoga tkiva
  - L92.0 Granuloma anulare
  - L92.1 Necrobiosis lipoidica, nesvrstan drugamo
  - L92.2 Granuloma faciei (eozinofilni granulom kože)
  - L92.3 Granulom uzrokovan stranim tijelom u koži i potkožnome tkivu
  - L92.8 Ostali granulomatozni poremećaji kože i potkožnoga tkiva
  - L92.9 Granulomatozni poremećaj kože i potkožnoga tkiva, nespecificiran

- L93 Lupus erythematodes
  - L93.0 Lupus erythematodes discoides
  - L93.1 Subakutni kožni lupus eritematodes
  - L93.2 Ostali lokalni lupus eritematodes

- L94 Ostali lokalizirani poremećaji vezivnog tkiva
  - L94.0 Lokalizirana sklerodermija (morphea)
  - L94.1 Sclerodermia linearis
  - L94.2 Calcinosis cutis
  - L94.3 Sklerodaktilija
  - L94.4 Gottronove papule
  - L94.5 Poikilodermia vasculare atrophicans
  - L94.6 Ainhum
  - 94.8 Ostali specificirani lokalizirani poremećaji vezivnog tkiva
  - L94.9 Lokalizirani poremećaji vezivnog tkiva, nspecificirani

- L95 Vaskulitis ograničen na kožu, nesvrstan drugamo
  - L95.0 Livedoidni vaskulitis
  - L95.1 Erythema elevatum diutinum
  - L95.8 Ostali vaskulitisi ograničeni na kožu
  - L95.9 Vaskulitis ograničen na kožu, nespecificiran

- L97 Ulkus nogu nesvrstan drugamo
  - L97.0 Ulkus nogu nesvrstan drugamo

- L98 Ostali poremećaji kože i potkožnoga tkiva nesvrstani drugamo
  - L98.0 Piogeni granulom
  - L98.1 Artificijalni dermatitis
  - L98.2 Febrilna neutrofilna dermatoza (Sweet)
  - L98.3 Eozinofilni celulitis (Wells)
  - L98.4 Kronični ulkus kože, nesvrstan drugamo
  - L98.5 Mucinoza kože
  - L98.6 Ostali infiltrativni poremećaji kože i potkožnoga tkiva
  - L98.8 Ostali specificirani poremećaji kože i potkožnoga tkiva
  - L98.9 Poremećaji kože i potkožnoga tkiva, nespecificirani

- L99* Ostali poremećaji kože i potkožnoga tkiva kod bolesti svrstanih drugamo
  - L99.0* Amiloidoza kože (E85.-)
  - L99.8* Ostali specificirani poremećaji kože i potkožnoga tkiva kod bolesti svrstanih drugamo

## Vanjske poveznice
- MKB-10 L00-L99 2007. - WHO[neaktivna poveznica]